# Romagletsjer
De Romagletsjer (Groenlands: Ilinnikajia) is een gletsjer in de gemeente Sermersooq in het oosten van Groenland. Het is een van de gletsjers op de noordoostkust van het Geikieplateau die uitkomen op Kangertittivaq (Scoresby Sund). Richting het westen ligt de Milanogletsjer. Ook komt de Romagletsjer uit op de Noordelijke IJszee in het zuidoosten. De Romagletsjer ligt op het schiereiland Savoia Halvø dat als noordoostelijk uiteinde Kaap Brewster heeft.
De Romagletsjer heeft een lengte van meer dan tien kilometer.